# セントルイス・シティSC
セントルイス・シティSC（英語: St. Louis City SC）は、アメリカ合衆国の中西部、ミズーリ州東部のセントルイスをホームタウンとする、アメリカ合衆国およびカナダのプロサッカーリーグ（メジャーリーグサッカー）に2019年に加入したプロサッカークラブである。

## 歴史
2019年4月18日、MLSは以前の計画であった28～30チームに拡大する計画を発表し、クラブはこの機運に乗り2019年8月20日に創設された。2023年よりウェスタン・カンファレンスに参戦。

## タイトル

### 国内タイトル
- MLSカップ：0回
  - なし

- サポーターズ・シールド：0回
  - なし

- USオープンカップ：0回
  - なし

### 国際タイトル
- リーグスカップ：0回
  - なし

- CONCACAFチャンピオンズカップ：0回
  - なし

- FIFAクラブワールドカップ：0回
  - なし

## 過去の成績
| 年   | ディビジョン | ディビジョン | ディビジョン | ディビジョン | ディビジョン | ディビジョン | ディビジョン | ディビジョン | ディビジョン | プレーオフ | USオープンカップ | 平均観客数 |
| 年   | 試           | 勝           | 分           | 敗           | 得           | 失           | 点           | レギュラー   | 全体         | プレーオフ | USオープンカップ | 平均観客数 |
| ---- | ------------ | ------------ | ------------ | ------------ | ------------ | ------------ | ------------ | ------------ | ------------ | ---------- | ---------------- | ---------- |
| 2023 |              |              |              |              |              |              |              |              |              |            | -                |            |

## 現所属メンバー
2023年3月8日現在
注：選手の国籍表記はFIFAの定めた代表資格ルールに基づく。
| No. | Pos. |                  | 選手名                     |
| --- | ---- | ---------------- | -------------------------- |
| 1   | GK   | スイス           | ロマン・ビュルキ           |
| 2   | DF   | アメリカ合衆国   | ジェイク・ネルウィンスキー |
| 4   | DF   | スウェーデン     | ヨアキム・ニルソン         |
| 6   | MF   | 南アフリカ共和国 | ニャブロ・ブロム           |
| 7   | MF   | チェコ           | トマーシュ・オストラーク   |
| 8   | MF   | アメリカ合衆国   | ジャレッド・ストラウド     |
| 9   | FW   | ブラジル         | クラウス                   |
| 10  | MF   | ドイツ           | エドゥアルト・レーヴェン   |
| 11  | FW   | アメリカ合衆国   | ニコラス・ジョアッキーニ   |
| 12  | MF   | ブラジル         | セリオ・ポンペウ           |
| 14  | DF   | アメリカ合衆国   | ジョン・ネルソン           |
| 15  | DF   | ガーナ           | ジョシュア・ヤロー         |
| 16  | FW   | アメリカ合衆国   | サミュエル・アデニラン     |

| No. | Pos. |                          | 選手名                   |
| --- | ---- | ------------------------ | ------------------------ |
| 17  | DF   | ボスニア・ヘルツェゴビナ | セルミール・ピドロ       |
| 18  | MF   | アメリカ合衆国           | オーウェン・オマリー     |
| 19  | MF   | アメリカ合衆国           | インディアナ・ヴァシレフ |
| 20  | DF   | アメリカ合衆国           | アキル・ワッツ           |
| 21  | MF   | スウェーデン             | ラスマス・アルム         |
| 22  | DF   | カナダ                   | カイル・ハイベルト       |
| 23  | DF   | アメリカ合衆国           | ジョン・ベル             |
| 24  | DF   | アメリカ合衆国           | ルーカス・バートレット   |
| 25  | MF   | アメリカ合衆国           | アジール・ジャクソン     |
| 26  | DF   | アメリカ合衆国           | ティム・パーカー         |
| 28  | MF   | アメリカ合衆国           | ミゲル・ペレス           |
| 30  | MF   | デンマーク               | イサック・イェンセン     |
| 31  | GK   | アメリカ合衆国           | マイケル・クリーク       |
| 39  | GK   | ドイツ                   | ベン・ルント             |
| 46  | FW   | アメリカ合衆国           | ケイデン・グローバー     |
| --  | MF   | ドイツ                   | マックス・シュナイダー   |

監督
- ジョン・ハックワース (暫定)

### ローン移籍
out
注：選手の国籍表記はFIFAの定めた代表資格ルールに基づく。
| No. | Pos. |  | 選手名 |
| --- | ---- |  | ------ |

## 歴代所属選手
- 木島萌生 2024-